# テレビ東京系列平日午前の情報番組枠
テレビ東京系列平日午前の情報番組枠（テレビとうきょうけいれつへいじつごぜんのじょうほうばんぐみわく）とは、テレビ東京をはじめとするTXN系列で、平日（月曜日 - 金曜日）の午前に放送されている情報番組の一覧のこと。

## 歴史
テレビ東京の平日午前生番組への参入は、1984年4月開始の『おもしろプレヌーン』からとなる。これ以前からも初期の『おはようスタジオ』後半（8時台）は主婦向け情報番組として機能していたが、1981年を境に放送時間を7時台に繰り上げ事実上子供番組にリニューアルした。『おもしろプレヌーン』は若手時代の明石家さんまや所ジョージ、コント赤信号らが日替わり別の司会を担当しており、どちらかといえばバラエティ番組の体裁だった。この流れから一度はテレビ東京系列初の正午台の生番組として『お昼だドン!』を開始するものの、視聴率低迷により1クールで終了。
1986年4月よりフリーアナウンサー土居まさるをMCにした関東ローカルの情報番組が開始。1987年4月改編で他局の朝のワイドショーと同じ8:30からの放送となる。番組タイトルの変更などのマイナーチェンジをしつつ、1988年10月改編まで続く。続いて1989年からは映画評論家の水野晴郎と当時テレビ東京アナの大平雅美がMCとなり、1990年まで続く。ここから再び系列局同時ネットとなる。
いくつかの中断期をはさみ、1997年10月改編でニュース・情報系生番組の再編とともに復活。2001年9月まで続く。『わっ!!つNEW』の頃は2000年12月に開局したBSジャパンでも当初ネットされていたが、報道番組やアニメ番組を除くテレビ東京系番組の同時放送そのものが肖像権を理由に日本音楽事業者協会らの抗議により数日で中止されたため、同番組も打ち切られている。
2004年4月改編で開始した『朝は楽しく!スマイルサプリメント』より編成上3時間枠となるが、実際はコンプレックス編成であり、生放送の情報番組パートは8時台と11時前のエンディングだけで、9時台に市況番組『Opening Bell』、残りはジャパネットたかたなど局外で制作された通販番組や『日経スペシャル ガイアの夜明け』の再放送などに割り当てられていた。このコンプレックス方式の編成は現在の『7スタLIVE』においても継承されている。

## 主な番組
- おもしろプレヌーン（1984年4月2日 - 1984年9月28日、10:30 - 11:55）
- ときめきプレヌーン（1984年10月1日 - 1985年3月29日、11:00 - 11:55）
- お昼だドン!（1985年4月1日 - 1985年6月28日、11:30 - 12:45）木曜日はテレビ大阪制作で大阪から放送。

（1985年7月から1986年3月まで一時中断）
- 奥さまTVジョッキー（1986年3月31日 - 1987年4月3日、9:00 - 10:00）
- 土居まさるのハッピーTODAY!（1987年4月6日 - 10月2日、8:30 - 9:54）
- 土居まさるの元気通信（1987年10月5日 - 1988年4月1日、8:30 - 9:45）
- 土居まさるのいきいきモーニング（1988年4月4日 - 9月30日、8:30 - 9:45）

（この間は関東ローカル。1988年10月から1989年3月まで一時中断）
- カルチャーワイド90（1989年1月 - 1989年6月30日、10:00 - 11:30）
- タウン情報生ワイド（1989年7月3日 - 1990年9月28日、10:00 - 11:30 →1990年10月1日 - 12月、10:00 - 11:00）

（1991年1月から3月まで一時中断）
- ほのぼのワイド（1991年4月1日 - 1993年10月1日、10:00 - 10:55）

（1993年10月から1997年9月まで中断）
- 10時奥さまプラーザ（1997年9月29日 - 1998年9月25日、10:00 - 11:30）
- 素敵にワイド!ほっと10（1998年9月28日 - 2000年3月31日、10:00 - 11:30）
- TVあっぷる（2000年4月3日 - 9月29日、10:00 - 11:30）
- わっ!!つNEW（2000年10月2日 - 2001年3月30日、10:00 - 11:30 → 2001年4月2日 - 9月28日、10:00 - 11:00）

（2001年10月から2004年3月まで中断、以後は関東ローカル）
- 朝は楽しく!スマイルサプリメント（2004年3月29日 - 2006年9月29日、8:00 - 11:00）
- 朝はビタミン!（2006年10月2日 - 2008年9月26日、8:00 - 11:00）
- E-morning（2008年9月29日 - 2011年9月30日、8:56 - 11:45）
- ものスタMOVE（2009年3月30日 - 2012年3月30日、8:04 - 8:56）
- 7スタLIVE（2011年10月3日 - 2013年9月27日、9:28 - 11:13）2012年3月までは9:27 - 11:00。
- 7スタライブ（2013年9月30日 - 2023年9月29日、9:26 - 11:13）2014年3月までは月曜 - 金曜、2014年4月からは金曜のみの放送。2018年9月までは9:28 - 11:13。
- なないろ日和!（2014年3月31日 - 、9:26 - 11:13）2024年3月までは月曜 - 木曜、2024年4月からは月曜 - 金曜の放送。2018年9月までは9:28 - 11:13。
- 7スタい〜な!（2023年10月6日 - 2024年3月29日、9:26 - 11:13）金曜のみの放送。

## 系列局の独自制作番組

### テレビせとうち
- せとうちパレット930（2010年4月1日 - 2012年3月30日）